# У Лей
У Лей (на китайски: 武磊) е китайски футболист, играещ като крило за тима на Шанхай СИПГ.

## Клубна кариера
Юноша е на академията „Ганбао“. През 2006 г. преминава в новосформирания тим на Шанхай Дуня, за който дебютира само на 14-годишна възраст, ставайки най-младият играч в китайския професионален футбол. На следващата година тимът печели Китайска Втора лига и се класира в Първа лига. Първия си гол за тима отбелязва на 30 август 2008 г. в мач с Циндао Хайлифен. У Лей става един от най-важните футболисти на клуба и през 2012 г. е с основен принос за спечелването на Първа лига и промоция в Суперлигата.
Вече под името Шанхай Телейс тимът се утвърждава в елита на китайския футбол. От 2013 до 2018 г. У е неизменно най-резултатният китайски футболист в шампионата и печели Златната обувка в класацията за местен играч. Под името Шанхай СИПГ тимът завършва два пъти на второ място в Суперлигата, а през 2017 г. достига финала за Купата на страната. През 2018 г. Лей отбелязва 27 гола в 29 срещи, а СИПГ става шампион на Китай за първи път в историята си. У Лей печели за първи път голмайсторския приз на първенството. Крилото държи рекорда за най-много изиграни двубои (296) и най-много отбелязани голове (151) с екипа на шанхайци.
На 28 януари 2019 г. преминава в испанския РКД Еспаньол за 1,8 млн. евро. През октомври същата година става първият китаец с гол в евротурнирите, вкарвайки във вратата на ЦСКА Москва в мач от Лига Европа.

## Национален отбор
За първи път е повикан в националния отбор на Китай през 2010 г., когато още се състезава във втория ешелон на местния шампионат. Записва 1 мач на турнира за Купата на Източна Азия, спечелен от тима на народната република. През 2013 г. е повикан в състава за същия турнир, но Китай губи финала от отбора на Япония. Лей е част от селекцията за Купата на Азия през 2015 и 2019 г. На турнира през 2019 г. вкарва два гола в мача от груповата фаза срещу тима на Филипините.

## Успехи

### Клубни
- Китайска Суперлига – 2018
- Китайска Първа лига – 2012
- Китайска Втора лига – 2007

### Национален отбор
- Купа на Източна Азия – 2010

### Индивидуални
- Футболист на годината в Китай – 2018
- Голмайстор на китайската Суперлига – 2018
- Най-резултатен местен футболист в китайската Суперлига – 2013, 2014, 2015, 2016, 2017, 2018
- В отбора на годината в Суперлигата – 2014, 2015, 2016, 2017, 2018